# 玉川重機
玉川 重機（たまがわ しげき）は、高知県出身の日本の漫画家。惣領冬実『チェーザレ』のアシスタントも務める。

## 経歴
『モーニング・ツー』及び『週刊モーニング』で『草子ブックガイド』を連載中。玉川敏秀名義で月刊アフタヌーンに『ハヤ子サケ道をいく』を連載していた（全2巻）。
具体的な年齢は明らかにしていないが、2008年8月19日付けのブログで「16年前の22歳の時に描いた」と作品を公開している。
アフタヌーン新人賞である「四季賞」に『ハヤ子サケ道をいく』を応募し入賞。同作品の読切りで1995年のアフタヌーン12月号でデビュー、1996年11月号から連載が始まる。1998年2月号まで掲載された。さとうふみやのアシスタントも務めていた。
その後しばらく作品の発表機会に恵まれず、プロ・アシスタントや様々なアルバイトに従事。2009年に復帰とともにペンネームを現在のものに変更。父が経営していた有限会社の社名に由来する。
2011年11月5日放送回の『王様のブランチ』で、「秋の読書週間オススメコミック特集」で『草子ブックガイド』が取り上げられインタヴューを受け、「自身も読書家で名作文学への思いが込められている」と紹介された。
2012年には、『草子ブックガイド』の第1話ネームを、東日本大震災の被災者支援団体への寄付のチャリティを目的としてYahoo!オークションに出品した。
スクリーントーンをほぼ使わず、カケアミなどで濃淡を出す手法を用いている。既婚者であり、妻の姉は歌人・小説家の雪舟えま。

## 作品一覧

### 漫画作品
- ハヤ子サケ道をいく - 講談社 アフタヌーンKC全2巻、『月刊アフタヌーン』（1996年11月号 - 1998年2月号）（玉川敏秀名義）
- 草子ブックガイド - 講談社 モーニングKC既刊3巻、『モーニング・ツー』『週刊モーニング』（2009年 - ）（不定期連載及び読みきり）
- 西荻ヨンデノンデ - 講談社 全1巻、『メフィスト』（2016年VOL.2～2019年VOL.2）

### 挿絵
- Waseda Bungaku Free Paper WB vol.18